# Lateantenna fuscella
Lateantenna fuscella är en fjärilsart som beskrevs av Hans Georg Amsel 1968. Lateantenna fuscella ingår i släktet Lateantenna och familjen förnamalar. Inga underarter finns listade i Catalogue of Life.